# Félix Gordón Ordás
Félix Gordón Ordás (León, 11 de junio de 1885-Ciudad de México, 22 de enero de 1973) fue un veterinario y político republicano español. Durante la guerra civil española fue embajador ante México y años más tarde desempeñó la Presidencia del Gobierno de la República española en el exilio.

## Biografía
Nacido en León el 11 de junio de 1885, estudió Veterinaria, carrera que acabó en 1905 en su ciudad natal.
La Veterinaria a la que llegó Gordón Ordás en 1905 presentaba bajas formación y autoestima de los veterinarios.

Promovió, en 1923, la creación de la Asociación Nacional de Veterinarios de España, embrión del futuro Consejo General de Colegios Veterinarios de España.
Con profundos conocimientos de las técnicas veterinarias más innovadoras de su época, sus conocimientos no fueron bien valorados por las autoridades en un país atrasado científicamente. Fue el primero en proponer el establecimiento de registros pecuarios en todo el territorio nacional para un mejor control del ganado y de las enfermedades y epidemias.
Consiguió que durante la Segunda República se crease una Dirección General de Ganadería, dándose por primera vez en España un tratamiento unitario y global a la ganadería y a sus técnicos, promoviendo la Ley de Policía Sanitaria pecuaria e incluyendo una renovación integral de la veterinaria.
Fue elegido diputado en 1931 y 1933 por el Partido Radical-Socialista. En 1932, los cambios que impulsó en el plan de estudios de los veterinarios provocaron el rechazo de grupos de estudiantes en varias capitales.
En 1932, desde la propia organización del partido, impulsó la creación de la Alianza de Labradores de España, de la que fue su presidente en 1933.

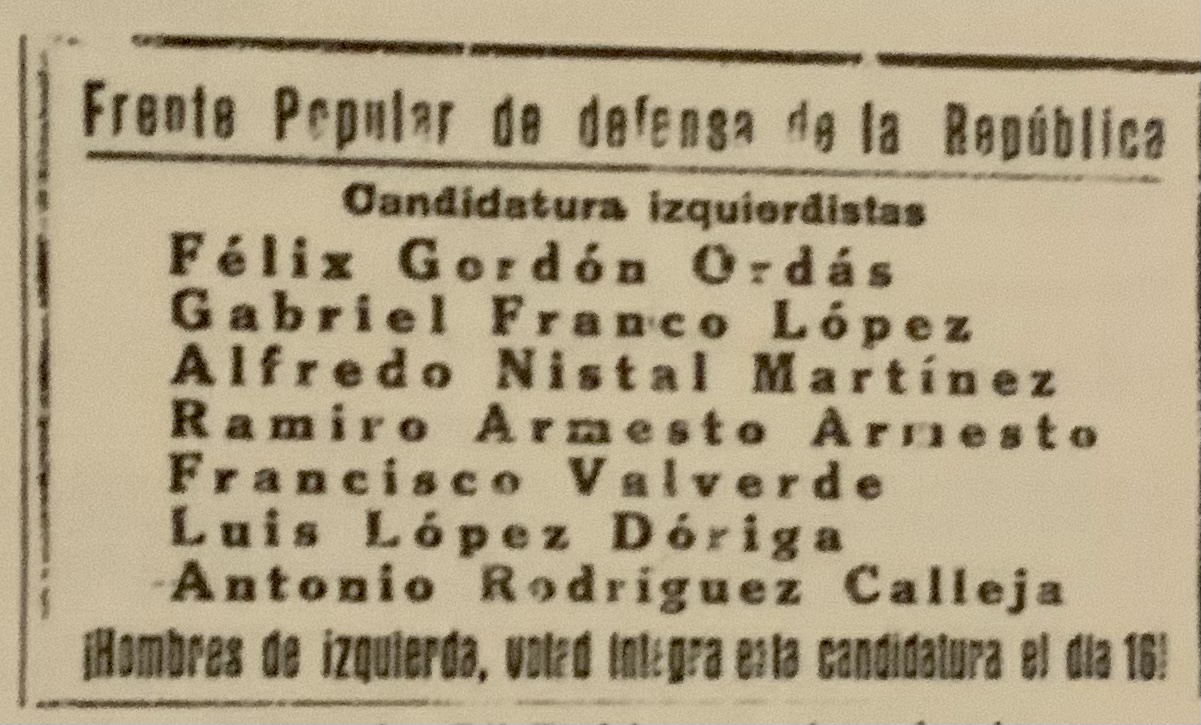
Propaganda electoral

Fue ministro de Industria y Comercio en el último gobierno del bienio progresista, bajo la presidencia de Martínez Barrio (octubre-diciembre de 1933). En 1934 era el líder de la facción más conservadora del partido, que confluyó con otros en la creación de Unión Republicana, partido por el que fue elegido diputado en las elecciones de febrero de 1936 por las listas del Frente Popular. En 1936 fue nombrado embajador en México, donde realizaría importantes gestiones diplomáticas y de aprovisionamiento para la República durante la guerra civil española ante el gobierno de Lázaro Cárdenas. Más tarde desempeñaría la representación de España ante Panamá, Cuba y Guatemala.
Exiliado en México tras el final de la guerra civil, experimentó grandes estrecheces económicas y trabajó brevemente para El Colegio de México. Fue miembro de la Junta Española de Liberación y llegó a ser nombrado presidente del Gobierno de la República en el exilio desde 1951 a 1960. Durante su gobierno la oposición en el exilio entró en una crisis interna cuando la España franquista entró en la ONU (y con ello, el reconocimiento a nivel internacional), lo que supuso un duro golpe a la causa republicana. Falleció en México el 22 de enero de 1973.
Tras años de abandono institucional, el Ayuntamiento de León ordenó en 2016 el derribo de la casa natal de Félix Gordón Ordás, situada en la calle Puerta Moneda de la capital leonesa, en pleno casco histórico, por su estado ruinoso. Hoy en día, la antigua Facultad de Veterinaria de la Universidad de León, denominada en la actualidad "El Albéitar", es la sede del Rectorado de la institución académica y alberga una sala en homenaje a Gordón Ordás.

## Obras
- Obras científicas: Resumen de bacteriología especial para prácticos y estudiantes, Policía sanitaria de los animales domésticos, Mi evangelio profesional y La ganadería lanar en México.
- Obras políticas: Al borde del desastre: economía y finanzas en España. 1939-1951 (1952), Mi política en España (1961-1963, en 3 volúmenes) y Mi política fuera de España (1965-1972, en 4 volúmenes).
- Otras obras: Crímenes en la retaguardia rebelde (1939)